# 타르 (현악기)
타르(페르시아어: تار)는 긴 목에 허리가 잘록하게 들어간 울림통이 있는 현악기이다. 이란을 비롯하여 아제르바이잔과 같은 캅카스의 여러 나라에서 전통음악을 연주할 때 사용한다. 현은 5줄 또는 6줄을 건다. 페르시아어에서 "타르"는 현(絃)을 뜻하는 일반 명사이기도 하다. 이때문에 줄이 두줄인 두타르, 세줄인 세타르, 인도의 현악기인 시타르, 스페인에서 시작된 기타 등의 악기에 공통적으로 타르라는 이름이 보인다.
타르는 18세기 이란에서 개발되어 페르시아 전통음악의 중요한 악기로 자리잡았고 인근 여러 나라로 전파되었다. 아제르바이잔에서는 대대로 가업으로 이어받아 타르를 제작해 왔으며 2012년 유네스코의 인류 무형 문화유산으로 지정되었다.

## 구조

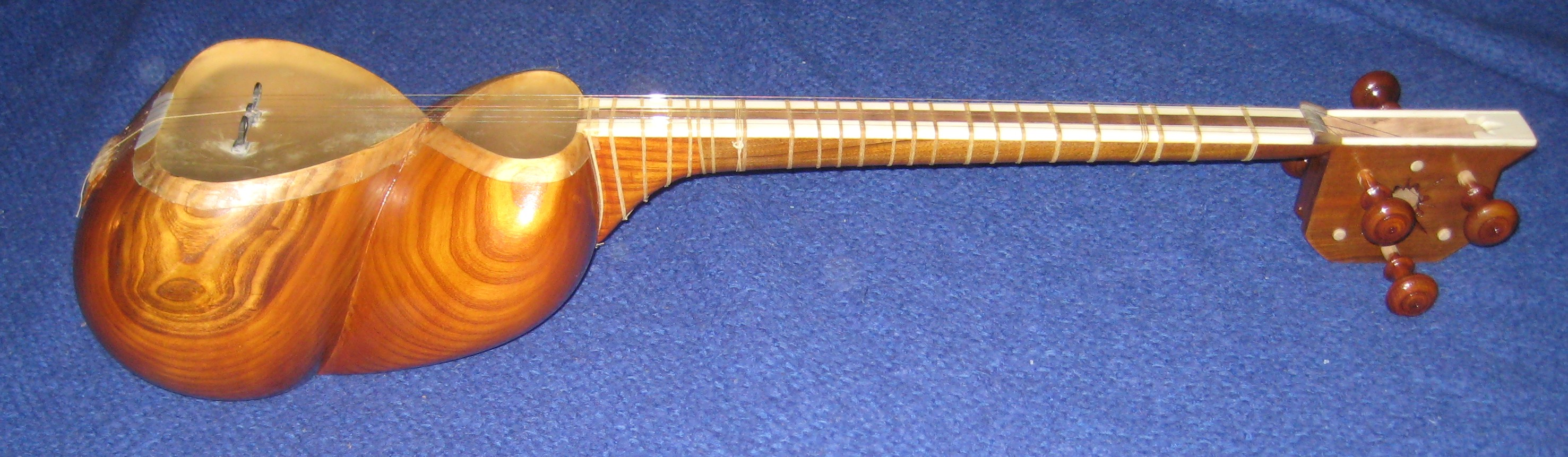
타르
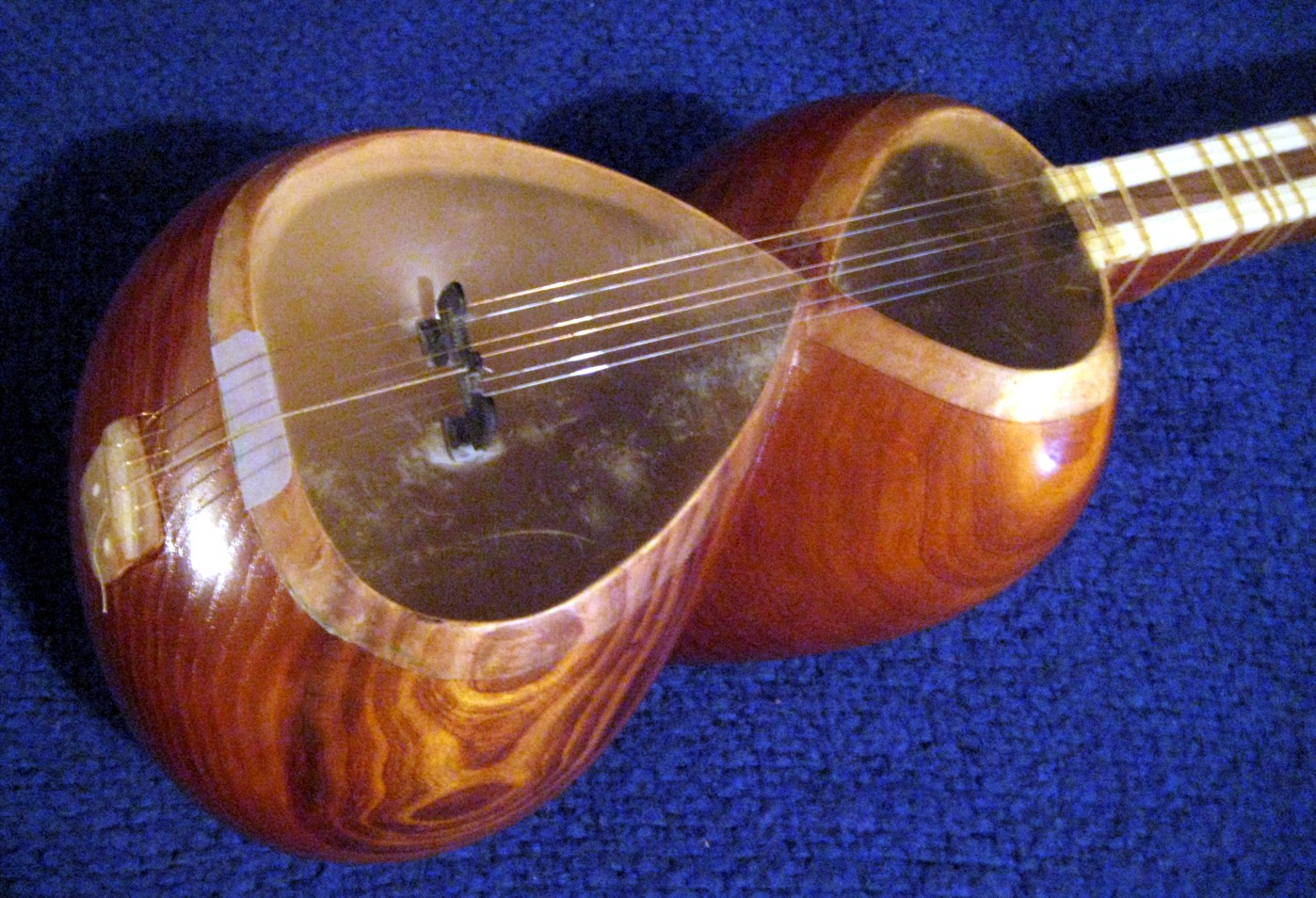
타르 울림통 앞면
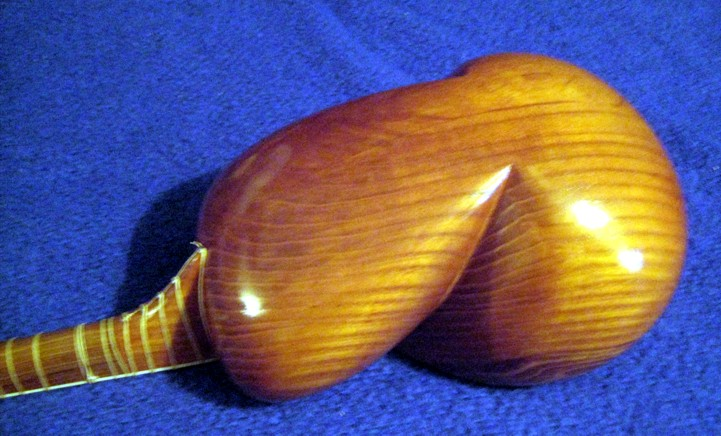
타르 울림통 뒷면

타르는 18세기 이란에서 처음 만들어지기 시작하였다. 뽕나무속의 목재를 이용하여 사발 두 개를 합친 것과 비슷한 허리가 잘록한 울림통을 만들고 연주를 하는 전면부에는 양가죽을 씌운다. 현을 튕기면 양가죽이 진동을 전달받아 울림통에서 증폭된다.
목에는 현을 짚을 수 있도록 지판을 달고 25개의 플렛으로 음을 구분한다. 좁고 긴 목의 끝에는 줄을 감아 조율할 수 있는 튜닝 패그가 달려있다. 긴 목은 견과 나무를 이용한다.
현은 만돌린과 같이 복현으로 3쌍을 배치한다. 기타와 비슷하게 처음 두 줄은 강철을 사용하고 나머지 현들은 구리선이 감긴 철선을 이용한다. 원래는 두 쌍의 복현과 베이스 한 줄의 5현이었으나 19세기 말 20세기 초의 연주자 다르비시 칸이 6 현으로 개량한 것이 지금까지 내려오고 있다.

## 연주

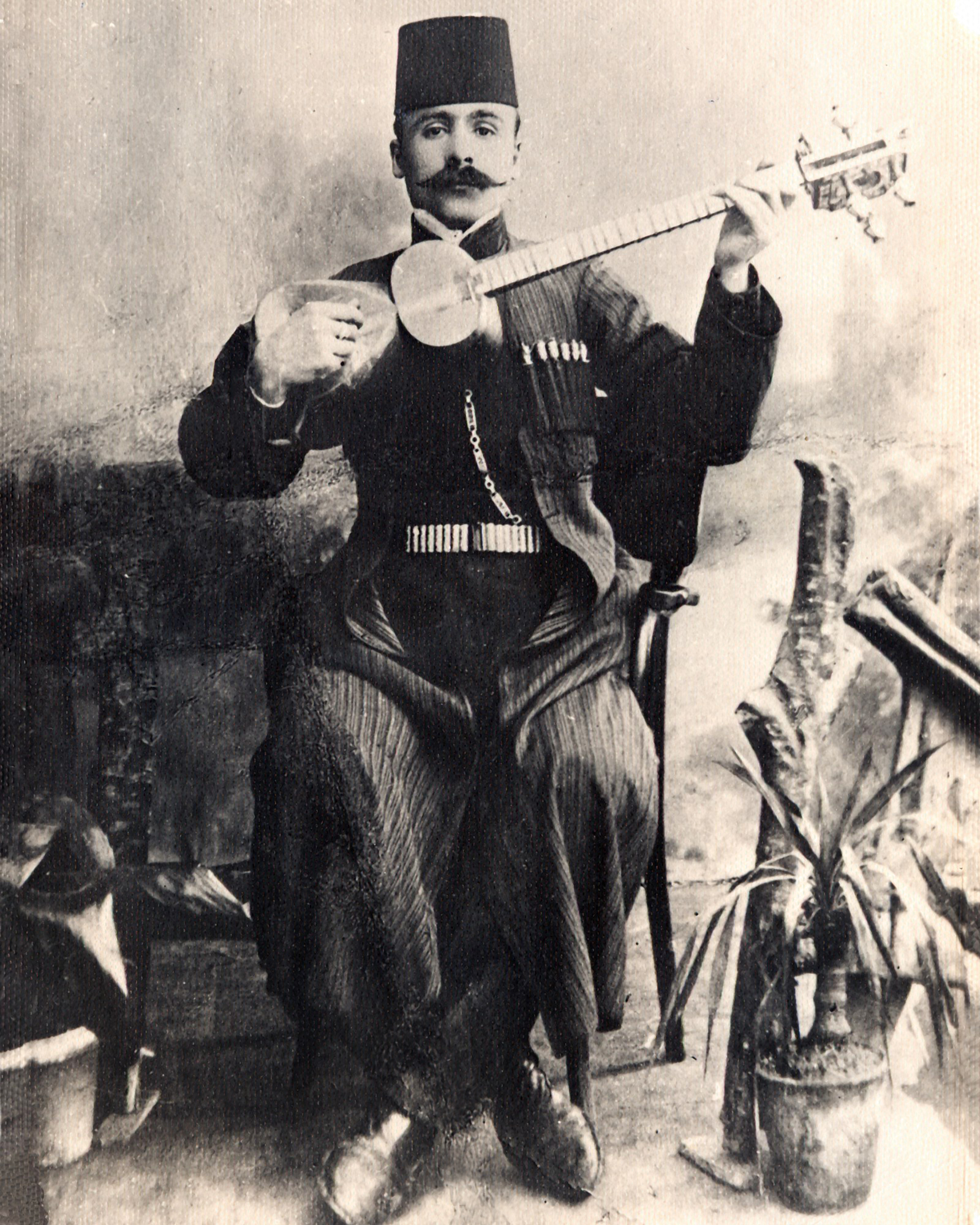
타르를 연주하는 메샤디 자밀 아미로프

연주자는 앉은 자세에서 타르를 가슴쪽으로 끌어 당겨 잡은 후 한 손으론 긴 목의 지판 위에서 현을 누르는 운지를 통해 음을 정하고 다른 한 손으로는 피크로 줄을 튕긴다.
현의 조율은 연주하고자 하는 조에 따라 다르다. 여섯 개의 줄을 네 종류로 나누는데 1번과 2번 줄이 고음을 내는 흰색 현, 가운데 두 줄 3,4 번이 중간음을 내는 황색현, 그리고 5번 현이 저음현, 6번 현이 베이스이다. 이란의 전통 선법인 다스트가흐의 선율을 나타내기 위해 연주할 곡에 따라 흰색현의 음정을 달리하여 으뜸음을 정한다. 황색현은 흰색현과 완전5도 또는 완전4도가 되도록 조율한다. 저음현은 으뜸음에서 한 옥타브 아래가 되도록 조율하고 베이스는 저음현에서 5도 또는 한옥타브 아래가 되도록 조율한다. 현 사이의 음정을 어떻게 할 것인가는 연주하고자 하는 곡의 선율에 의해 결정된다.
타르의 연주는 오랫동안 전통적인 방법이 고수되어 왔다. 다르비시 칸이 타르의 줄을 6개로 늘리는 개량을 하였지만 주법에 큰 변화는 없었다. 그러나 20세기에 들어 알리 아크바르 샤흐나치나 콜람 후세인 비그제 카니 이후 새로운 주법들이 등장하기 시작하였고, 1940년대에 들어 라디오 방송이 유행하게 되면서 연주의 시간과 주법 등이 방송에 적합하도록 작곡된 라디오 스타일의 연주가 이루어졌다.

## 같이 보기
- 아제르바이잔의 음악
- 이란의 음악